# وال‌ماهی مخملی
وال‌ماهی مخملی (نام علمی: Barbourisia rufa) نام یک گونه از راسته وال‌ماهی‌سانان است.